# Djef Anten

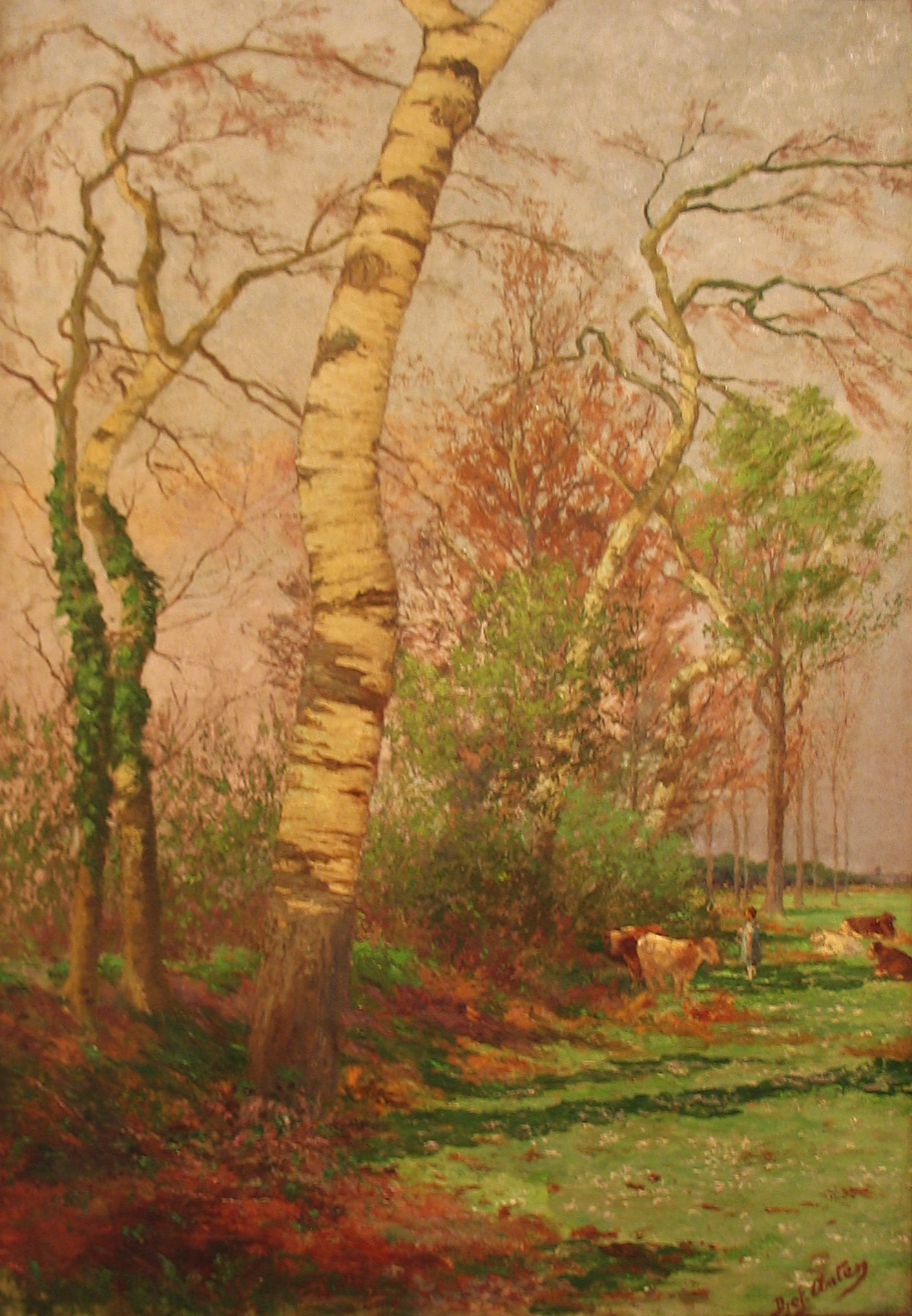
Langs de Demer van Djef Anten in Het Stadsmus te Hasselt

Josephus (Djef) Gregorius Fidelius Adam Anten (Hasselt, 18 juni 1851 – aldaar, 24 februari 1913) was een Vlaamse kunstschilder die zich ook als toneelschrijver, politicus en geschiedkundige liet gelden. Het zwaartepunt van zijn leven lag echter bij het schilderen.

## Levensloop

### Algemeen
Hij was de zoon van Joannes-Petrus Anten, koopman, en van Anna-Christina Wagemans.
Anten werd na de lagere school heel snel ingeschakeld in het familiebedrijf, een porseleinwinkel. Van verder onderwijs kwam er niets in huis. Later heeft hij via zelfstudie veel van die achterstand weten in te halen. Na zijn huwelijk op 7 mei 1874 met Maria Swolfs uit Luik hield hij samen met zijn vrouw een porseleinwinkel in het huis “De dry Leliën” op de Hasseltse Botermarkt. Het was vooral Antens vrouw die zich de zaak aantrok. Anten stortte zich daarnaast volop in het Hasseltse verenigingsleven, met name in het amateurtoneel bij de Katholieke Kring Minerva. Voor dit gezelschap schreef hij ook enkele toneelstukken. Anten was zeer sociaal ingesteld en bezat mettertijd een ruime vriendenkring. Zo stapte hij in de politiek (Katholieke Partij) en werd gemeenteraadslid (1895) en schepen (1900-1909) van de stad Hasselt. Hij werd ook provincieraadslid (1892) en bestendig gedeputeerde van de provincie Limburg (1909). Anten had een grote belangstelling voor de lokale geschiedenis. Als gedreven amateur-historicus verzamelde hij heel wat materiaal over Hasselt en het Hasseltse, vooral in verband met de genealogie, het muntwezen en de toponymie. Hij publiceerde daarover een aantal bijdragen in het tijdschrift 'L’Ancien Pays de Looz'.

### Als kunstschilder
Hij is echter voornamelijk als kunstschilder bekend gebleven. Zijn opleiding ontving hij aan de Hasseltse Stedelijke Academie bij Michel Geraets en Jules Couroit. Te Genk, waar een soort kunstenaarskolonie groeide rond de figuur van Joseph Coosemans, sloot hij vriendschap met deze kunstenaar, die hij zeer bewonderde. Bij Coosemans stak hij sporadisch wat extra vakkennis op. Van 1880 af trad Anten met tentoonstellingen naar buiten in het traditionele kunstenaarscircuit: de Driejaarlijkse Salons van Antwerpen, Brussel en Gent en de kleinere tentoonstellingen in onder meer Brugge, Mechelen, Luik. Antens landschappen geven doorgaans de omgeving van Limburgse centra weer: Borgloon, Tongeren, Hasselt, Genk, Zonhoven, Zolder. Hij toont in zijn werk beelden van de landelijke Kempen van vóór de industriële revolutie: bossen, heide, landbouw. Ook pittoreske hoekjes binnen Hasselt beeldde hij graag uit. Stilistisch schilderde Anten vanaf ca. 1880 min of meer in de trant van Joseph Coosemans, maar evolueerde van 1890 af naar een gematigd impressionisme. In 1902 werd hij aangesteld als directeur van de Hasseltse academie. Zijn belangrijkste leerling was er Lucien Nolens. In 1946 en opnieuw in 1992 werden te Hasselt retrospectieve tentoonstellingen aan Anten gewijd, resp. in de zaal “Onder de Toren” en in het Stedelijk Museum.

## Iconografie
Van Anten bestaat een portretsculptuur (buste) door Emile Cantillon (Verz. Prov. Limburg) en een geschilderd portret door Djef Swennen. Een portretfoto vindt men in het mei-juni-nummer 1913 van “L’Ancien Pays de Looz” bij een "In Memoriam" door J. Gessler. Stedelijk Museum Stellingwerff-Waerdehof van Hasselt heet momenteel Het Stadsmus. Zij bewaren in hun collectie 2 zwart-witfoto's van Djef Anten, gemaakt door Henri Blanckart.

## Musea en openbare verzamelingen
- Provinciebestuur Limburg
- Brugge, Groeningemuseum
- Hasselt, Sted. Museum Stellingwerff-Waerdehof
- Hasselt, Nationaal Jenevermuseum
- Maaseik, Sted. Verzameling
- Sint-Truiden, Sted. Verzameling
- Tongeren, Sted. Verzameling
- Brussel, Kon. Verzameling